# Krajowa Sieć Obszarów Wiejskich
Krajowa Sieć Obszarów Wiejskich (KSOW) – sposób wymiany informacji i współpracy pomiędzy organizacjami i instytucjami, które działali na rzecz poprawy jakości życia mieszkańców wsi. Sieć działała jako forum aktywnej wymiany wiedzy o dobrych praktykach i doświadczeniach we wdrażaniu programów służących zrównoważonemu rozwojowi obszarów wiejskich, jak również wspierania administrację rządowej i samorządowej w realizacji zadań z zakresu rolnictwa i rozwoju terenów wiejskich.

## Powołanie Krajowej Sieci
Na podstawie rozporządzenia Parlamentu Europejskiego i Rady UE z 2013 r. w sprawie wsparcia rozwoju obszarów wiejskich przez Europejski Fundusz Rolny na rzecz Rozwoju Obszarów Wiejskich powołano europejską sieć na rzecz rozwoju obszarów wiejskich oraz krajowe sieci obszarów wiejskich.
Na szczeblu krajowym funkcjonowanie sieci regulowała ustawa z 2015 r. o wspieraniu rozwoju obszarów wiejskich z udziałem środków EFRROW oraz rozporządzenie Ministra Rolnictwa i Rozwoju Wsi z 2017 r. w sprawie krajowej sieci obszarów wiejskich w ramach Programu Rozwoju Obszarów Wiejskich na lata 2014–2020.

## Funkcjonowanie Krajowej Sieci
Funkcjonowanie krajowej sieci obszarów wiejskich zapewniały:
- instytucja zarządzająca – jako jednostka centralna;
- samorządy województw – jako jednostki regionalne;
- wojewódzkie ośrodki doradztwa rolniczego – jako jednostki realizujące w poszczególnych województwach zadania KSOW;.
- Centrum Doradztwa Rolniczego – jako jednostka koordynująca realizację zadań KSOW.

## Zadania jednostki centralnej
Do zadań jednostki centralnej należało zapewnienia funkcjonowanie KSOW na poziomie krajowym, w szczególności przez:
- identyfikację podmiotów współpracujących w ramach KSOW,
- opracowanie planu działania i dwuletnich planów operacyjnych,
- realizację planu działania na poziomie krajowym na podstawie dwuletnich planów operacyjnych.

## Zadania jednostki regionalnej
Do zadań jednostki regionalnej należało zapewnienie funkcjonowania KSOW w województwie, w szczególności przez:
- identyfikację partnerów KSOW w województwie;
- realizację planu działania w zakresie dotyczącym województwa na podstawie dwuletnich planów operacyjnych.

Zadania jednostki regionalnej były wykonywane przez podmiot, któremu samorząd województwa powierzył wykonywanie tych zadań na podstawie umowy. Zarząd województwa powoływał, w drodze uchwały, organ opiniodawczo-doradczy w zakresie funkcjonowania KSOW w województwie, w skład którego wchodzili przedstawiciele podmiotów działających na rzecz rozwoju obszarów wiejskich z danego województwa.

## Zadnia organu opiniodawczo-doradczego
Do zadań organu opiniodawczo-doradczego należało:
- opiniowanie propozycji do planu działania KSOW, propozycji zmian do tego planu oraz dwuletnich planów operacyjnych i ich zmian, na poziomie województwa;
- opiniowanie sprawozdań i informacji sporządzanych na podstawie planu działania, w ramach okresowego przeglądu realizacji tego planu i dwuletnich planów operacyjnych, w tym wydawanie rekomendacji w sprawie ich zmian, na poziomie województwa;
- zapewnienie wymiany wiedzy tematycznej, analitycznej i ułatwianie współpracy pomiędzy partnerami KSOW przez możliwość tworzenia grup tematycznych na poziomie województwa.

## Wybór operacji partnera KSOW
Wyboru operacji partnera KSOW dokonywała:
- jednostka centralna – w przypadku operacji realizowanej na poziomie krajowym;
- jednostka regionalna – w przypadku operacji realizowanej w zakresie dotyczącym województwa.

Wybór operacji partnera KSOW następował na wniosek złożony do jednostki właściwej w celu dokonania wyboru operacji.